# Crypta Balbi
Pour les articles homonymes, voir Balbi.

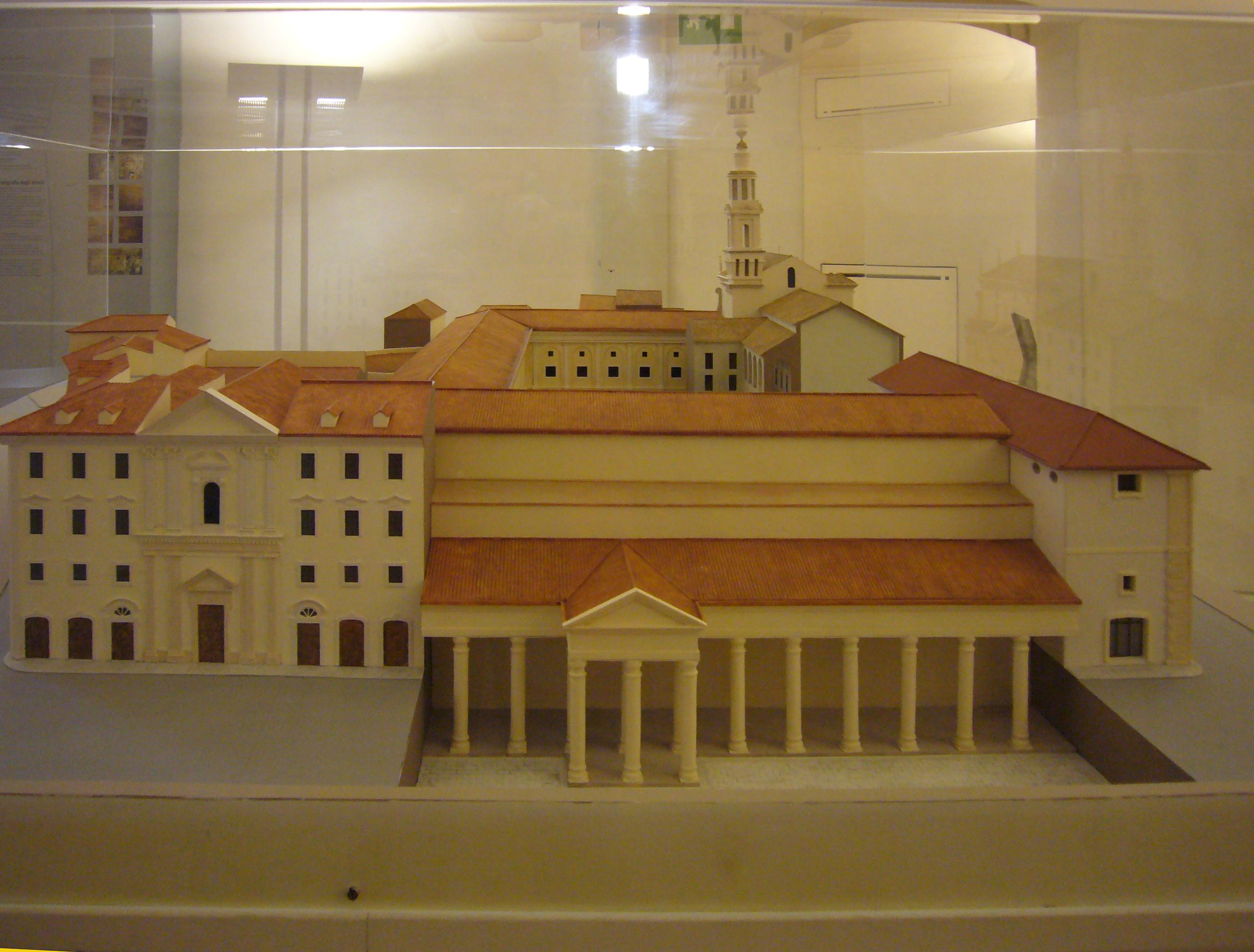
Évolution du site : à gauche, église Saint-Stanislas des Polonais (XVIIIe s.) ; à droite, reconstitution de l'ancien portique de Balbus, à sa place et à l'ancien niveau du sol.

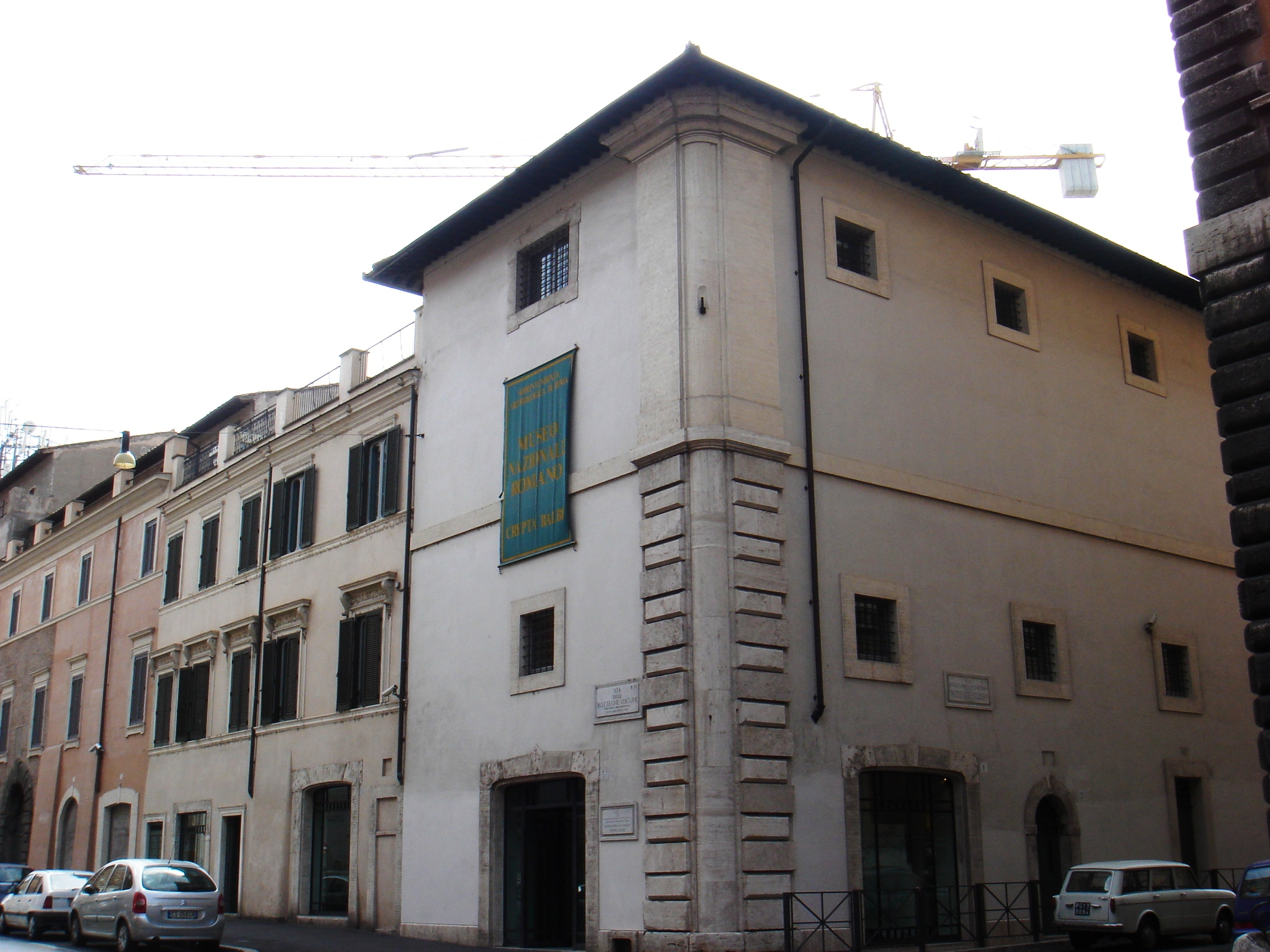
Bâtiment du musée, à l'angle de la via delle Botteghe Oscure et de la via Caetani

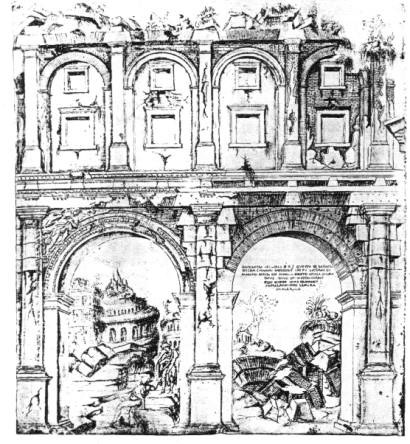
Ruines de la Crypta Balbi, dessin de Sangallo, 1561

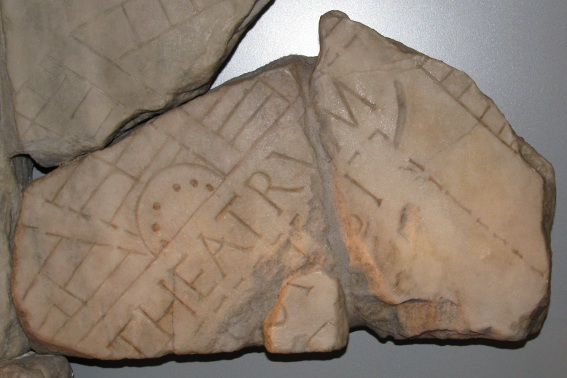
Fragments de la Forma Urbis, montrant l'exèdre d'un cryptoportique jouxtant le théâtre

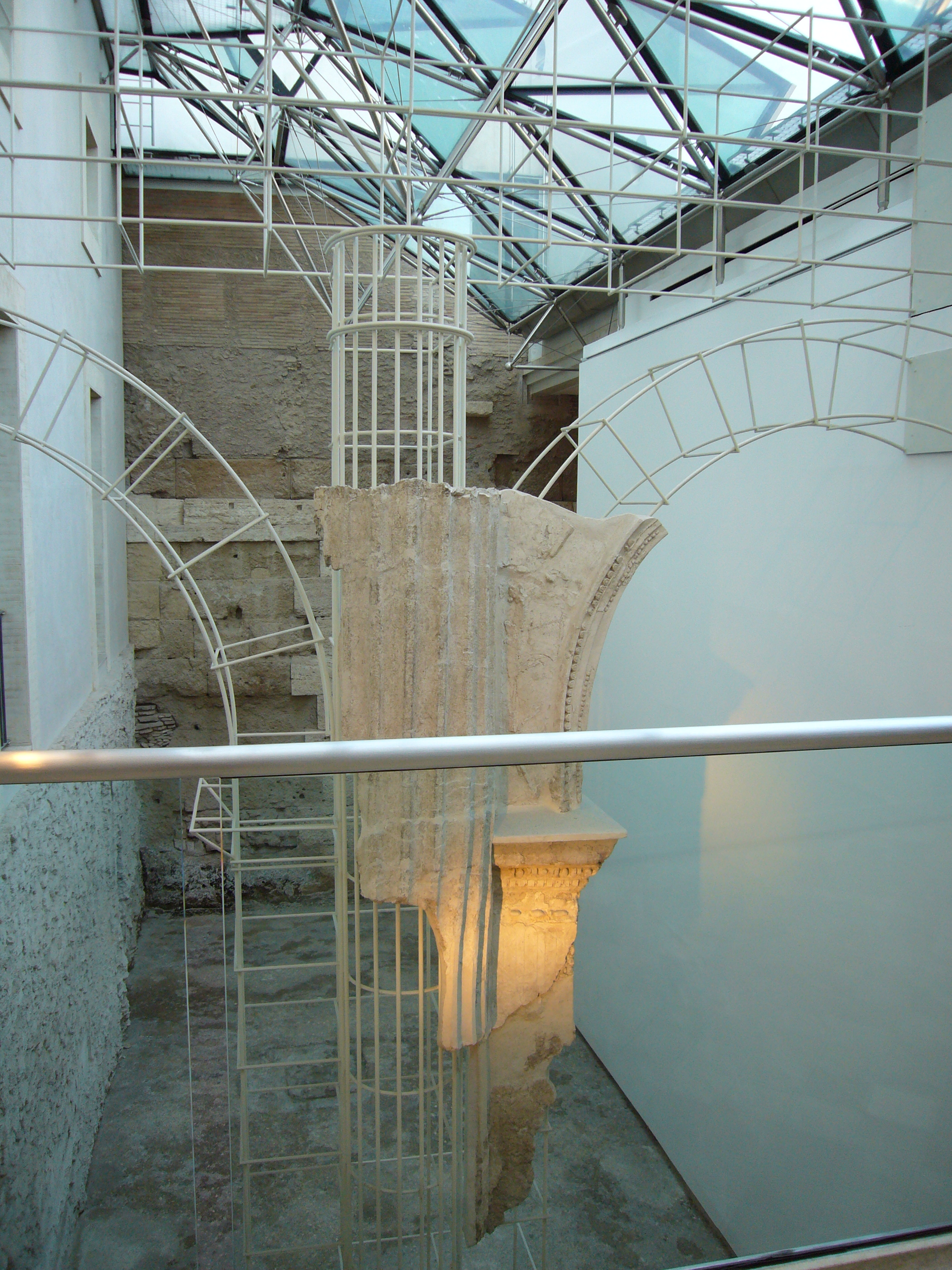
Reconstitution de quelques éléments du portique

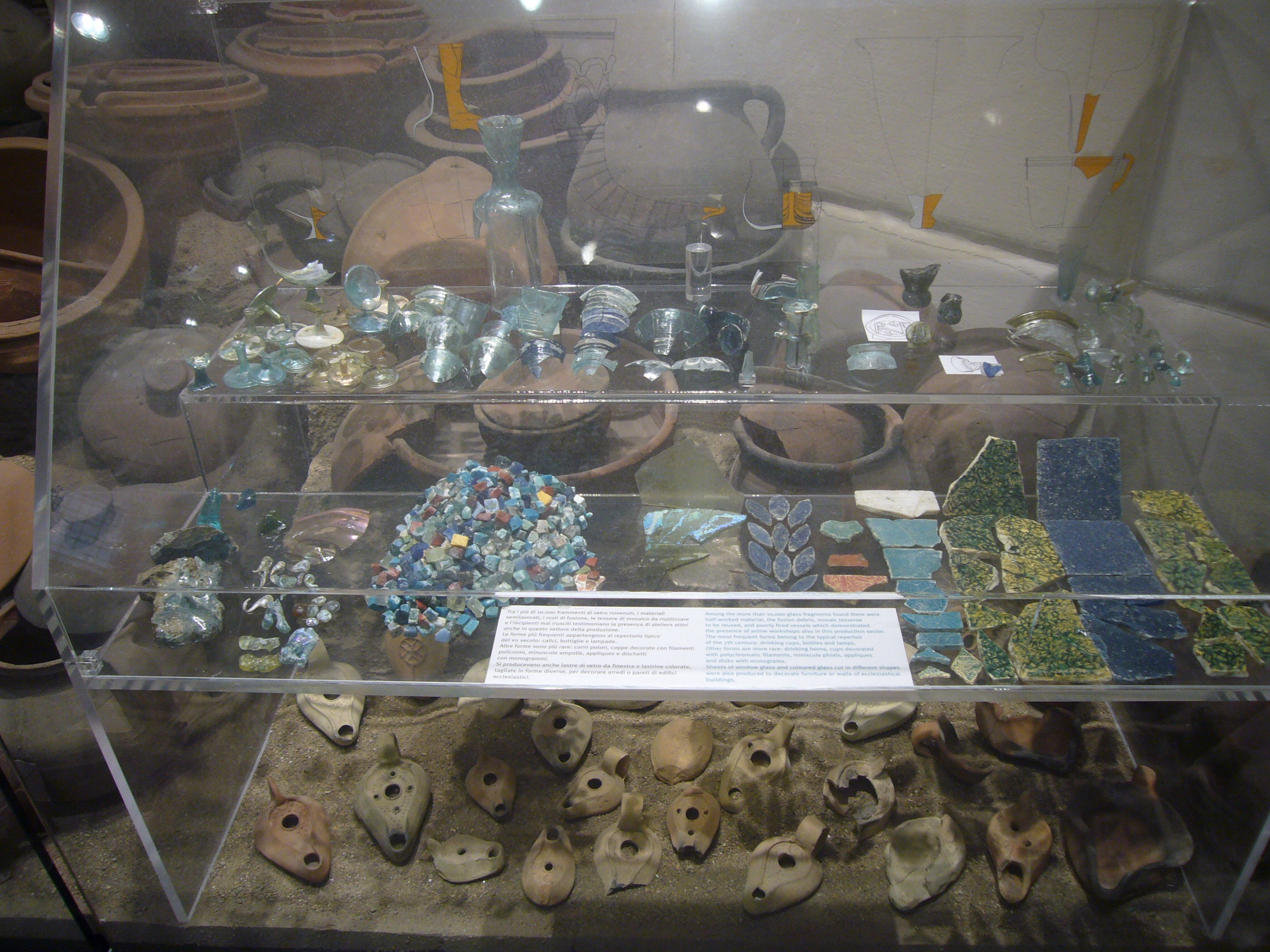
Mobilier provenant des boutiques (VIIe s.)

La Crypta Balbi est un complexe culturel situé dans le quartier du Champ de Mars, à Rome, comprenant le site archéologique de l'ancien portique dit « Crypta Balbi », lié au théâtre de Balbus, et un musée, inauguré en 2001, qui abrite une partie des collections du Musée national romain.

## Le musée de la Crypta Balbi
Le musée est situé sur la via delle Botteghe Oscure. Il fait partie d'un vaste complexe de bâtiments comprenant les églises de Santa Caterina dei Funari et Saint-Stanislas des Polonais (San Stanislao dei Polacchi), en tout environ 7 000 m², avec un parc immobilier d'environ 40 000 m³), acquis par l'État en 1981, installé sur le portique adjacent au théâtre de Balbus, construit par Lucius Cornelius Balbus Minor en 13 av. J.-C., en même temps que la Crypta Balbi proprement dite.
À l'époque romaine, le complexe urbanistique comprenait le théâtre de Balbus et son portique dit Crypta Balbi, ainsi que des maisons, du côté sud du portique de Minucius (« Porticus Minucia »), dont les restes sont visibles de l'autre côté de la via delle Botteghe Oscure.
Au début du Moyen Âge vient s'établir sur le site de l'église et le couvent de Santa Maria Domine Rose, avec son jardin et ses dépendances. Puis apparaissent les maisons médiévales de la via dei Delfini. Au cours de la Renaissance, c'est au tour du couvent Santa Caterina de s'installer en ce lieu, avec son Conservatorio, c'est-à-dire un orphelinat. Du XVIIIe siècle date l'église  Saint-Stanislas existante et son annexe qui accueillait des Polonais.

### Le théâtre de Balbus et son portique dit «Crypta Balbi»
Le théâtre de Balbus, construit en 19 av. J.-C. par le consul Lucius Cornelius Balbus Minor, vainqueur des Garamantes, à l'occasion de son triomphe, était moitié moins grand (11 000 places, 90 m de diamètre) que ceux de Marcellus ou de Pompée. Il a été identifié dans les années 1960 sous les palais Paganica et Caetani.
Le théâtre était tourné vers l'est et se prolongeait, derrière le mur de scène, par un portique, sous lequel était aménagé un cryptoportique (portique souterrain). Cet ensemble, passé à la postérité sous le nom de Crypta Balbi, était occupé par des ateliers d'artisans, entre autres des bronziers renommés, puis, au Moyen Âge, par des cordiers (funari), dont le souvenir est resté dans le nom de la via dei Funari et de l'église Santa Caterina dei Funari, située à proximité.
Des vestiges des galeries extérieures du portique, soutenues par des colonnes, et de l'exèdre située à l'extrémité orientale de l'édifice subsistent sur trois côtés de l'édifice dont le plan est par ailleurs connu par des fragments du plan de marbre sévérien (Forma Urbis). Au centre ont été relevés les traces d'un édifice qui pourrait être le temple de Vulcain du Champ de Mars mentionné par une inscription découverte à proximité.
Le complexe archéologique est présenté dans des salles rénovées, situées au-dessus de l'ancien édifice romain. On peut y voir les vestiges du quadriportique de Balbus.

### Archéologie et histoire de la ville de Rome
Dans la première section (« archéologie et histoire d'un paysage urbain »), sont présentés les résultats des fouilles archéologiques réalisées depuis 1981 dans le complexe de bâtiments, y compris les anciens vestiges mis au jour.
Une deuxième section (« la ville de Rome de l'Antiquité au Moyen Âge, archéologie et histoire ») décrit la vie et la transformation de la ville entre le Ve et le Xe siècle.
La spécificité de la Crypta Balbi, dans le cadre du musée national romain, est d'être un musée d'archéologie urbaine, qui montre l'évolution de cet espace, de ses dépendances et ses utilisations à travers les siècles. 
Une attention particulière est consacrée aux témoignages de l'activité artisanale (matériaux, outils, objets produits) sur ce site durant le bas empire et le début du Moyen Âge, en mettant l'accent sur la continuité du travail et la qualité des produits, durant une période généralement considérée comme « les siècles obscurs », entre le VIIe et le Xe siècle. 
L'exposition vise à montrer l'évolution de ces activités dans le temps et présente des objets découverts sur place, mais aussi d'autres provenances, replacés dans leur contexte historique.